# Bodafors kyrka
Bodafors kyrka är en kyrkobyggnad i Växjö stift. Den är församlingskyrka i Norra Sandsjö församling.

## Kyrkobyggnaden
År 1938 bildades i Bodafors en kapellstiftelse, som projekterade uppförandet av ett kapell med kyrksal och församlingslokaler. Arkitekter var Ewald och Tage Kjellberg vid AB Borohus samt J. Widell vid HSB:s arkitektkontor i Stockholm. Huvudsponsor var samhällets kända industri AB Svenska Möbelfabrikerna i Bodafors. Möbelfabrikens arkitekt Bertil Fridhagen svarade för ritningar till inredningen. När kapellet  invigdes 1940  överlämnades det till Norra Sandsjö församling och upphöjdes därmed till kyrka. År 1970 byggdes kyrkan om i en modernistisk stil under ledning av arkitekt Ralph Erskine. År 1940 års kyrka byggdes in i en ny kyrkobyggnad som invigdes 1972. Kyrkan med tillhörande församlingslokaler är uppförd i trä och Interiören är klädd med fanér. Klocktornet är beläget i sydvästra och nordöstra hörnen av byggnaden.

## Interiör
Korväggen i öster domineras av en heltäckande målning utförd av Olle Hjortzberg. Den har som tema: "Vandringen mot den heliga staden". Konstnären har målat folk från bygden på väg mot den heliga staden som skymtar bakom den korsfäste  Kristus.
- Dopfunten har tillverkats av Svenska Möbelfabrikerna i Bodafors. Gravyren har utförts av Kurt Herbst.
- Krucifixet i platina på altaret är ett verk av Eugen Erhardt.
- Altarring en och predikstolen är fanerade med vresfursfanér.
- Bänkinredningen är öppen.
- Orgelläktaren som vilar på en tvärbjälke bärs upp av två kolonner.

## Orgel
Orgeln är mekanisk och byggd 1958 av Åkerman & Lund i Knivsta. Den har 14 stämmor, fördelade på två manualer och en pedal.
| Huvudverk I   | Svällverk II        | Pedal         | Koppel |
| Gedackt 8´    | Rörflöjt 8´         | Subbas 16´    | I/P    |
| Principal 4´  | Täckkflöjt 4´       | Principal 8´  | II/P   |
| Flöjt 4'      | Principal 2'´       | Kvintadena 4´ | II/I   |
| Gemshorn 2'   | Larigot 1 1/3'      |               |        |
| Mixtur 3 chor | Sesquialtera 2 chor |               |        |
|               | Scharf 2 chor       |               |        |
|               | Tremulant           |               |        |
|               | Crescendosvällare   |               |        |